# Битва при Бекуле
Битва при Бекуле — сражение между римскими и карфагенскими войсками в ходе Второй Пунической войны в Испании.

## Предыстория
В результате штурма Нового Карфагена Сципион сумел захватить главную базу Карфагена и перерубить основной путь её связей с метрополией. Но три карфагенские армии по-прежнему продолжали удерживать Испанию.
Сципион отправился на зимние квартиры в Тарракон. На сторону римлян начали переходить некоторые иберийские племена. Первым к нему примкнул Эдекон, вождь эдетан, а затем вожди илергетов Андобала и Мандоний. Позже к Сципиону присоединились ещё несколько иберийских царьков. Тогда Гасдрубал Барка, главнокомандующий карфагенскими войсками в Испании, решил дать бой римлянам. В случае поражения он рассчитывал прорываться в Италию, к брату Ганнибалу.
Весной 208 года до н. э. Сципион вышел из Тарракона с союзническими отрядами. Две армии встретились у Бекулы (ныне Байлен), в 40 км к северу от Хаэна, на правом берегу Гвадалквивира. Гасдрубал расположился лагерем на труднодоступной скале.

## Битва
Сципион внезапно напал на Гасдрубала. Слева на него наступал Гай Лелий, справа — сам Сципион. Гасдрубал предпочёл свернуть сражение и двинулся к долине Тага с большей частью армии. Сципион, опасавшийся подхода двух других карфагенских армий, решил не преследовать его.

## Итоги
Гасдрубал смог прорваться из Испании в Италию. Попытка римлян задержать его не удалась. Хотя римляне победили в битве, Гасдрубал сумел с большей частью армию уйти к Пиренеям. В то же время, победа при Бекуле открыла Сципиону путь к нижней долине Гвадалквивира. Кельтиберы продолжали присоединяться к римлянам, предавая карфагенян. Вожди иберов даже провозгласили Сципиона царём, но он предпочёл титул императора.